# Melíti
Melíti (Meliti, Vosterani, Vostarani) är en ort i Grekland.   Den ligger i prefekturen Nomós Florínis och regionen Västra Makedonien, i den norra delen av landet, 400 km nordväst om huvudstaden Aten. Melíti ligger 671 meter över havet och antalet invånare är 1 432.
Terrängen runt Melíti är kuperad österut, men västerut är den platt.Runt Melíti är det ganska glesbefolkat, med 34 invånare per kvadratkilometer. Närmaste större samhälle är Florina, 15,8 km väster om Melíti. Trakten runt Melíti består i huvudsak av gräsmarker.